# Eliminators (film 1986)
Eliminators è un film statunitense del 1986 diretto da Peter Manoogian.
Nel film recitano Andrew Prine (Visitors), Patrick Reynolds e Denise Crosby (nota per aver recitato successivamente nella serie Star Trek: The Next Generation nel ruolo di Tasha Yar). La pellicola uscì in alcune sale nel gennaio del 1986, ma ebbe più visibilità con l'uscita in VHS.

## Trama
Il dottor Reeves e il dottor Takada costruiscono “Mandroid”, un cyborg con il corpo di un pilota gravemente ferito dopo uno schianto. Svolgono inoltre esperimenti sui viaggi nel tempo. Il dottor Reeves decide di smantellare il cyborg; non volendo essere smembrato, Mandroid fugge. Reeves vuole utilizzare la sua macchina del tempo per scopi malvagi, Mandroid cercherà di fermarlo.